# Jakob Dahl
Jakob Dahl (* 8. April 1866 in Niederhofheim im Main-Taunus-Kreis; † im 20. Jahrhundert) war ein deutscher
Landwirt und Mitglied des Provinziallandtages der Provinz Hessen-Nassau.

## Leben
Jakob Dahl betrieb in seinem Heimatort eine Landwirtschaft, betätigte sich politisch und wurde gewähltes Mitglied der Landwirtschaftskammer in  Wiesbaden. Von 1908 an war er Mitglied des Kreisausschusses Höchst und hatte ein Mandat für den Nassauischen Kommunallandtag bzw. für den Provinziallandtag der Provinz Hessen-Nassau, wo er Mitglied des Rechnungsprüfungsausschusses war. In den Jahren von 1908 bis 1910 war er für Adam Faust in dem Parlament. 